# Воля (нейронауки)
Во́ля (англ. volition) — многозначный термин, обозначающий те или иные высшие когнитивные процессы или функции, связанные с контролем поведения. 
Адина Роскис (англ. Adina L. Roskies) выделяет несколько значений термина «воля»: воля как инициирование действия, воля как намерение, воля как принятие решений, воля как исполнительный контроль, воля как чувство (эмоциональное состояние). Марсель Брасс (англ. Marcel Brass) и его коллеги считают, что это термин, который трудно определить, но охарактеризовать волю можно через такие концепции, как мотивация и когнитивный контроль. Патрик Хаггард (англ. Patrick Haggard) в 2008 году в обзорной статье, посвященной теме воли в нейронауках, пишет о том, что тема воли, прежде была для нейронаук избегаемой и ненаучной (позже в статье, написанной совместно с Хакван Лау (англ. Hakwan Lau), скажет, что «volition is coming of age as a scientific topic» (воля созрела как научная тема)), однако, в новых исследованиях стало возможным локализовать области мозга, ответственные за то, что называют волевыми актами; включая такие как преддополнительная моторная кора (pre-SMA), передняя префронтальная кора, и теменная кора. Ранее, Цзин Чжу (англ. Jing Zhu) писал, что области, ответственные за волю, это частично передняя поясная кора, дополнительная моторная область, и некоторые участки префронтальной коры.